# TV Neja
TV Neja e um programa musical de clipes de artistas da música sertaneja, vai ao ar no canal pago Multishow.